# Pseudechis
Pseudechis (Чорна змія) — рід отруйних змій з родини Аспідові. Має 8 видів.

## Опис
Загальна довжина представників цього роду сягає 2 м. Деякі особини досягають 2,7 м. Голова трохи трикутної форми, сплощена. Тулуб стрункий. Забарвлення коричневого або чорного кольору.

## Спосіб життя
Полюбляють вологі місцини, узбережжя боліт, річок, озер. Гарно плаває та пірнає. Активна вночі. Здобиччю слугують ящірки, жаби, птахи, дрібні ссавці та інші змії.
Отрута досить потужна, становить небезпеку для людини.
Більшість яйцекладні змія, лише один вид (Pseudechis porphyriacus) живородний.

## Розповсюдження
Мешкають здебільшого в Австралії. Зустрічаються на о. Нова Гвінея.

## Види
- Pseudechis australis
- Pseudechis butleri
- Pseudechis colletti
- Pseudechis guttatus
- Pseudechis pailsei
- Pseudechis papuanus
- Pseudechis porphyriacus
- Pseudechis weigeli